# Dominique Delahaye (auteur)
Pour les articles homonymes, voir Delahaye (homonymie).
Dominique Delahaye est un romancier français né le 1er octobre 1956  à Neufchâtel-en-Bray. 

## Biographie
Dominique Delahaye entre à l'École Normale d'instituteurs en 1970 et il est instituteur depuis 1976. Parallèlement à sa vie professionnelle, il mène des activités de musicien et d'auteur. Il est par ailleurs engagé dans la vie sociale et occupe pendant un temps des responsabilités syndicales à la FEN et à la FSU. Il est membre du collectif musical havrais Polaroids rock.
Il écrit des nouvelles et des romans noirs, des scénarios de bande dessinée, des chansons et des spectacles théâtraux. Il est l'un des fondateurs du festival du "Polar à la plage" du Havre. Il est également dessinateur et musicien. Notamment il a fondé le groupe Polaroids Rock, où il accompagne les lectures des textes de Marc Villard avec d'autres musiciens de jazz : Pierrick Pedron, Eric Le Cardinal, Bernard Lubat.
Il est marié et père de deux enfants. Il vit et navigue à bord d'une péniche.

## Œuvres

### Romans
- Au perroquet bleu
- Black Narcissus
- Le passager clandestin , Syros coll. « Rat noir » (2012)
- Total Chaos
- Les pirates du Komodo, Syros coll. « Souris noire » (2014)
- L'année des fers chauds, éds Baleine coll. « Le Poulpe » n°285 (2014)
- A fond de cale, in8 collection Polaroïds (2011)
- L'aventure du Havre : Le Grand Quai
- Pile & face, éditions du départ (2011)
- Compression de personnel
- Des hauts et des bas, Un séjour en cabane, Faux départ, De briques et de broc, éditions du Havre de Grâce (2007)
- Droit dans le mur, éditions des falaises (2003)
- avec Jean Louis Lebrun Le Havre en noir aux quatre saisons
- Bombes, La manufacture de livres (2017)
- Pile & Face (Editions Rue du Départ)

### Bande dessinée
Série L'aventure du Havre, scénario de Dominique Delahaye, dessin d'Yves Boistelle
- t1- Le grand quai, éditions Bertout, 1997  (ISBN 2-86743-298-7)
- t2- Gaston Grégoire, éditions Bertout, 2000  (ISBN 2-86743-412-2)
- t3- L'héritage Tome 1, éditions Bertout, 2006  (ISBN 2-9525349-2-6)

### Expositions
- Du Havre à Liège, exposition de dessins et aquarelles, au Havre (La Galerne, 2014)

### Musique
- Il est l'un des paroliers de l'album Polaroids Rock 2010[4].